# Рыб, Евгений Августович
Евгений Августович Рыб (пол. Eugeniusz Ryb; 1 июля 1859, Варшава — 15 марта 1924, Варшава) — российский композитор, скрипач и дирижёр польского происхождения.

## Биография
Окончил Варшавский музыкальный институт по классу скрипки Аполлинария Контского. Затем поступил в Санкт-Петербургскую консерваторию, которую окончил со званием свободного художника по классу скрипки Леопольда Ауэра в 1883 году и теории композиции Н. А. Римского-Корсакова в 1885 году. С 1885 года преподавал теорию композиции в Киевском музыкальном училище отделения Русского музыкального общества. Среди его учеников — Р. М. Глиэр, К. Г. Стеценко, А. А. Кошиц, В. И. Поль. С 1913 по 1919 год — профессор Киевской консерватории. Играл в струнном квартете, выступавшем ежегодно в двух сериях концертов камерной музыки. Дирижировал симфоническими концертами Русского музыкального общества. Составил ряд учебников по теории музыки. Автор ряда камерно-инструментальных произведений.

## Избранные сочинения
- Бранка, опера
- Ночь на Украине, симфоническая картина
- Десять мазурок для фортепиано (1917)